# Fudbalski Klub Rudar Pljevlja 2010-2011
Questa voce raccoglie le informazioni riguardanti il Rudar Pljevlja nelle competizioni ufficiali della stagione 2010-2011.

## Rosa
| N. |                       | Ruolo | Calciatore         |
| -- | --------------------- | ----- | ------------------ |
|    | Montenegro (bandiera) | P     | Milan Mijatović    |
|    | Montenegro (bandiera) | P     | Miloš Radanović    |
|    | Montenegro (bandiera) | P     | Slobodan Asanović  |
|    | Serbia (bandiera)     | D     | Veselin Bojić      |
|    | Montenegro (bandiera) | D     | Dejan Damjanović   |
|    | Montenegro (bandiera) | D     | Aldin Agović       |
|    | Montenegro (bandiera) | D     | Nemanja Kljajević  |
|    | Montenegro (bandiera) | D     | Miroje Jovanović   |
|    | Montenegro (bandiera) | D     | Vojin Jeknić       |
|    | Montenegro (bandiera) | D     | Bojan Ivanović     |
|    | Montenegro (bandiera) | D     | Mijusko Bojović    |
|    | Montenegro (bandiera) | D     | Vladan Adžić       |
|    | Montenegro (bandiera) | D     | Stefan Lutovac     |
|    | Serbia (bandiera)     | C     | Ivica Francišković |
|    | Montenegro (bandiera) | C     | Darko Karadžić     |
|    | Montenegro (bandiera) | C     | Nermin Useni       |
|    | Montenegro (bandiera) | C     | Neđelko Vlahović   |

| N. |                                 | Ruolo | Calciatore         |
| -- | ------------------------------- | ----- | ------------------ |
|    | Montenegro (bandiera)           | C     | Miloš Vraneš       |
|    | Montenegro (bandiera)           | C     | Miloš Popović      |
|    | Montenegro (bandiera)           | C     | Danilo Tomić       |
|    | Montenegro (bandiera)           | C     | Blazo Igumanović   |
|    | Montenegro (bandiera)           | C     | Igor Ivanović      |
|    | Bosnia ed Erzegovina (bandiera) | C     | Ferid Idrizović    |
|    | Montenegro (bandiera)           | C     | Predrag Brnović    |
|    | Montenegro (bandiera)           | C     | Nikola Sekulić     |
|    | Serbia (bandiera)               | C     | Dušan Mićić        |
|    | Montenegro (bandiera)           | C     | Nikola Lečić       |
|    | Nigeria (bandiera)              | A     | Sergue Arsene      |
|    | Montenegro (bandiera)           | A     | Jovan Šljivančanin |
|    | Serbia (bandiera)               | A     | Predrag Ranđelović |
|    | Serbia (bandiera)               | A     | Ivica Jovanović    |
|    | Montenegro (bandiera)           | A     | Milivoje Mrdak     |
|    | Montenegro (bandiera)           | A     | Aleksandar Minić   |